# Varenne-Saint-Germain
Varenne-Saint-Germain è un comune francese di 699 abitanti situato nel dipartimento della Saona e Loira nella regione della Borgogna-Franca Contea.

## Società

### Evoluzione demografica
Abitanti censiti